# Gepunktetes Blauauge
Das Gepunktete Blauauge (Pseudomugil gertrudae), auch Geflecktes oder Gertruds Blauauge, ist ein kleiner Süßwasserfisch aus der Familie der Blauaugen (Pseudomugilidae). Es wurde zuerst auf einer der Aru-Inseln (Trangan) gesammelt, anhand dieser Exemplare von Weber 1911 beschrieben und gertrudae benannt nach der Frau des deutschen Zoologen Hugo Merton, der zwischen Oktober 1907 und August 1908 die Aru-Inseln besuchte.

## Merkmale und Systematik
Das Gepunktete Blauauge weist einen länglichen, etwa 30 mm langen Körper auf, der je nach Fundort halbtransparent silbrig-blau oder goldgelb gefärbt ist. Einige Schuppenreihen sind teils schwarz gesäumt, sodass sich der Eindruck eines Gittermusters ergibt. Die Augen sind blau gefärbt. Es hat zwei nah beieinander liegende Rückenflossen, wobei die erste kleiner ist als die zweite. Die Spitzen der Brustflossen können je nach Fundort gelb, orange oder orangerot gefärbt sein. Die anderen Flossen können transparent, weißlich, silbergrau oder gelb gefärbt sein und sind bei den Männchen mit vielen kleinen dunklen runden Flecken versehen. Die Männchen haben lang ausgezogene Rücken-, Bauch- und Afterflossen.
Die lokalen Populationen des Gepunkteten Blauauges unterscheiden sich signifikant in Färbung und Körpergröße sowie in der Flossengröße und -form. Auch die genetischen Unterschiede (Mitochondriale DNA) zwischen australischen und neuguineischen Populationen liegen in einer Größenordnung, wie für unterschiedliche Arten typisch. Es ist nah verwandt mit den auf Neuguinea endemischen Arten Pseudomugil paskai und Pseudomugil luminatus.
Flossenformel: Dorsale IV–VI/6–8, Anale I/9–12, Pectorale 8–11

## Verbreitung
Das Gepunktete Blauauge kommt rund um die Arafurasee stellenweise vor. Es gibt australische Populationen in Gewässern, die in die Timorsee und den Golf von Carpentaria entwässern, von den Inseln Bathurst, Melville und Groote Eylandt, auf der Cape York Halbinsel und einigen Inseln der Torres-Strasse. Die bekannten Vorkommen in Neuguinea liegen auf den Aru-Inseln, sowie in den Pahoturi-, Fly- und Bensbach-Flusssystemen.
Die Art kommt in kleinen (Regenwald-)Bächen, Altwassern größerer Flüsse, Sümpfen und Billabongs vor, oft mit dichter Unterwasservegetation und einem schlammigen Bodengrund, der mit abgestorbenen Ästen und Blättern bedeckt ist. Auf der Gewässeroberfläche treiben oft Schwimmpflanzen oder Blätter. In einigen Habitaten ist das Wasser durch zersetzende Vegetation sauer und stark teefarben gefärbt. Die Fische halten sich bevorzugt in den ruhigen Wasserbereichen oder in Ufernähe auf. Populationen des Gepunkteten Blauauges wurden in Gewässern mit stark unterschiedlichen Wasserwerten aufgefunden, z. B. bei Temperaturen zwischen 12 und 34 °C, pH-Werten zwischen 3,7 und 9,4 und Leitfähigkeiten zwischen 12 und 646 µS/cm.